# Gières
Gières település Franciaországban, Isère megyében. Lakosainak száma 7353 fő (2022. január 1.). Gières Saint-Martin-d’Hères, Saint-Martin-d’Uriage, Venon, Herbeys, Meylan és Murianette községekkel határos.

## Népesség
A település népességének változása:
| Lakosok száma | 2801 | 4005 | 4373 | 6211 | 6203 | 6483 | 6779 | 7134 | 7140 | 7353 |
|               | 1968 | 1982 | 1990 | 2006 | 2013 | 2015 | 2017 | 2019 | 2020 | 2022 |